# Eiger, Mönch und Maier
Eiger, Mönch und Maier war eine Spielshow auf SF 1. Sie lief unter dem Namen Eiger, Mönch und Kunz mit der Moderatorin Susanne Kunz von Februar 2001 bis Februar 2005 und wurde danach als Eiger, Mönch und Maier bis im November 2006 von Anna Maier moderiert. Die Sendung ersetzte die Montagabendshow Risiko.
Als Aussenreporter war von 2001 bis 2004 Sven Epiney tätig und danach bis 2006 Marco Fritsche.

## Spiel
Es spielten drei Kandidaten. Alle Fragen hatten mit der Schweiz zu tun. Die Kandidaten erhielten ein Startkapital von 500 Punkten.
Schweizerkarte
Per Zufallsgenerator wurde ein Ort (Stadt, Dorf, See, Berg…) in der Schweiz gewählt. Dieser musste über einen Joystick auf einer Umrisskarte der Schweiz innerhalb einer kurzen Zeitspanne gefunden werden. Wenn der Kandidat den Ort genau traf, gab es 100 Punkte; lag er nah dran, gab es 50, 30 oder 10 Punkte. Lag er zu weit weg, gab es nichts.
Schweizerkenner
Ein Reporter befragte einen Passanten irgendwo in der Schweiz. Bevor die Person antwortete, wurde der Film angehalten. Der Kandidat bekam vier Möglichkeiten, wie der Passant antworten könnte. Wählte er die richtige, gab es Punkte, wählte er die falsche, wurden Punkte abgezogen.
Bilderalbum
Ein verzerrtes Bild war zu sehen. Dieses Bild entwirrte sich langsam. Wenn ein Kandidat wusste, worum es ging (Gegenstand, Prominenter, Tier, Pflanze…), durfte er buzzern. Wenn seine Antwort stimmte, durfte er eine Zusatzfrage dazu beantworten, um weitere Punkte zu erhalten. Insgesamt gab es 6 Bilder.
Wo ist Sven?/Wo ist Marco?
Der Aussenreporter war irgendwo in der Schweiz und gab einige Tipps über seinen Aufenthaltsort. Die Kandidaten mussten herausfinden, wo der Reporter war. Für die richtige Antwort gab es 100 Punkte, für eine falsche wurden 100 Punkte abgezogen. Danach gab es einige Zusatzfragen zu diesem Ort.
Promi-Runde
Eine prominente Person war im Studio und stellte den Kandidaten fünf Fragen über sich. In der Anfangszeit der Sendung musste der Prominente eine Aufgabe lösen und die Kandidaten mussten tippen, ob er es schafft oder nicht.
Nach mehreren Runden schied der Kandidat mit den wenigsten Punkten mit einem Sponsorenpreis aus. Die beiden übrig gebliebenen Kandidaten spielten das Finale.

### Finale
Den beiden Kandidaten wurden fünf Themenbereiche vorgegeben. Zu diesen Themen gab es je zwei leichte und zwei schwere Fragen. Der Kandidat, der mehr Punkte erreichen konnte, durfte sich für den Gegner ein Thema aussuchen. Der wiederum durfte sich entscheiden, ob er eine leichte oder eine schwere Frage haben möchte. Wenn er seine Frage richtig beantworten konnte, erhielt er einen bzw. drei Punkte. War die Antwort falsch, durfte der Gegner übernehmen. Wer zuerst zehn, später zwölf Punkte erreichte, gewann 10'000 Schweizer Franken. Der Verlierer erhielt 1'000 Franken. Der Gewinner durfte in der nächsten Sendung als Champion erneut antreten.